# Bisdom Santo Tomé

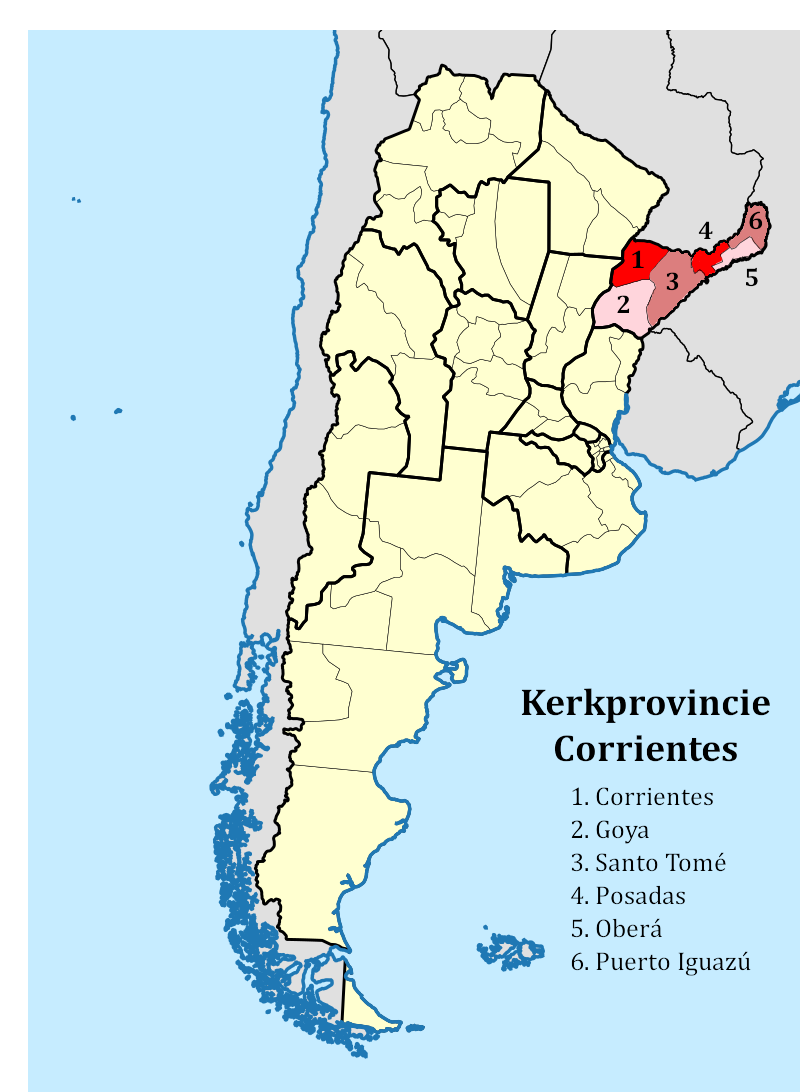
De bisdommen van de kerkprovincie Corrientes

Het bisdom Santo Tomé (Latijn: Dioecesis Sancti Thomae in Argentina) is een rooms-katholiek bisdom met als zetel Santo Tomé in Argentinië. Het bisdom is suffragaan aan het aartsbisdom Corrientes. Het bisdom werd opgericht in 1979.
In 2020 telde het bisdom 12 parochies. Het bisdom heeft een oppervlakte van 29.011 km² en telde in 2020 213.000 inwoners waarvan 90% rooms-katholiek waren. 

## Bisschoppen
- Carlos Esteban Cremata (1979-1985)
- Alfonso Delgado Evers (1986-1994)
- Francisco Polti Santillán (1994-2006)
- Hugo Norberto Santiago (2006-2016)
- Gustavo Alejandro Montini (2016-)

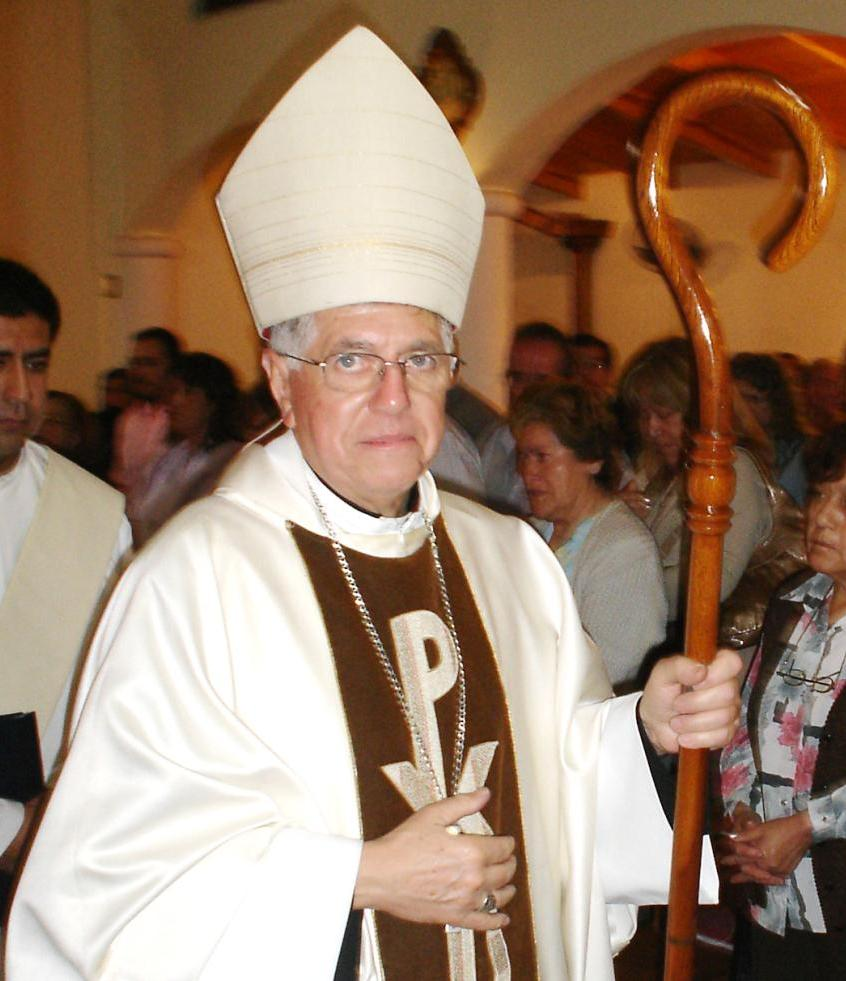
Alfonso Delgado Evers

Corrientes (aartsbisdom) · Goya · Oberá · Posadas · Puerto Iguazú · Santo Tomé